# Мара (притока Викторијиног језера)
Мара је река у Африци која протиче кроз Кенију и Танзанију. Име ове реке је саставни део назива националног парка Масаи Мара који се налази у Кенији.
Река Мара извире у планинама западне Кеније у Великој раседној долини и тече на југозапад према националном парку Масаи Мара кроз који пролази правцем север-југ. Затим прелази копнену границу између Кеније и Танзаније и тече према западу пролазећи кроз национални парк Серенгети након чега се улива у Викторијино језеро. Пре ушћа пролази кроз мочварно земљиште.
Крокодили су уобичајени становници ове реке као и многобројне врсте птица. Велике миграције животиња унгулата међу којима су гнуи у области Серенгети прелази реку Мара што је препрека у којој многе животиње изгубе живот, првенствено због напада крокодила у средини реке, животиње које најчешће страдају су гнуи.

## Галерија
- крокодили у реци Мара
- гнуи се спремају да пређу реку Мара
- крокодили у реци Мара
- место где гнуи прелазе реку Мара